# 都市廃棄物
都市廃棄物（としはいきぶつ、英: municipal solid waste：MSW）は、広義には、都市から発生する各種廃棄物の総称。都市生活ごみともいう。ただし、都市廃棄物の範囲は各国の法令等に違いがあり、焼却施設の残渣等など都市施設から排出される廃棄物と定義する国（日本の生活環境審議会答申）、法令で固体廃棄物に限定して定義している国（中国の固体廃棄物汚染環境防止法）がある。Solid wasteは「固形廃棄物」と直訳されるが、「都市廃棄物」を広く定義して気体廃棄物、液体廃棄物、固体廃棄物に分ける文献もある。

## 概説
都市の発展により、生産、加工、流通、消費などの量が増加すると、それに伴って各種の廃棄物の量も増加し、流通機構やエネルギー消費機構の発達や変化とともに廃棄物も質的に多様化する。大都市では廃棄物の量も膨大で、種類も非常に多くなるため、都市廃棄物は都市環境を急速に悪化させ都市問題の原因となる。都市機能や都市環境の保全には都市廃棄物の排除、回収、処理、処分の円滑化が不可欠と考えられている。
都市廃棄物は発生源から分類すると、生活系廃棄物（ごみ、し尿、下水など）、産業系廃棄物（工場等からのガス、廃水、固形廃物）、その他の廃棄物（自動車の排気ガス、廃水処理や焼却処理した残渣物など）に分けられる。また都市廃棄物は性状により気体廃棄物、液体廃棄物、固体廃棄物に分けられ、気体廃棄物は都市の大気汚染、液体廃棄物は都市（河川）の水質汚濁と関連している。

## 各国の都市廃棄物

### 日本
日本の1970年（昭和45年）7月14日生活環境審議会答申では、都市廃棄物を「焼却施設での残渣、下水処理、上水処理、し尿処理施設の汚泥、河川、水路のしゅんせつ汚泥など都市施設から排出される廃棄物」と定義している。

### アメリカ合衆国
全米には都市廃棄物の埋立処分施設が約2000ある。2000年の統計によると固形廃棄物のうち都市廃棄物の排出量は2.3億トンで、一人当たり一日2Kgの排出している計算になる。

### 中華人民共和国
中華人民共和国固体廃棄物汚染環境防止法附則では「都市生活ごみの固体廃棄物」と定義されている。
発生源別では生活廃棄物、清掃廃棄物、商業廃棄物、行政事業単位廃棄物、交通輸送廃棄物、建築廃棄物、その他廃棄物に分類されている。
国家建設部「都市生活廃棄物分類及びその評価基準」では、循環利用物、大型ごみ、堆肥利用可能ごみ、可燃ごみ、有害ごみ、その他ごみに分類している。